# Coupe du monde de combiné nordique 1986-1987
Navigation
1985–1986 1987–1988
| \| Tarvisio Saint-Moritz Oberwiesenthal Schonach Reit im Winkl Autrans Lahti Falun Leningrad Oslo \| Les sites des compétitions (manque Calgary). |
| Tarvisio Saint-Moritz Oberwiesenthal Schonach Reit im Winkl Autrans Lahti Falun Leningrad Oslo                                                    |

La Coupe du monde de combiné nordique 1987 :

## Classement final
| Rang | Nom                 | Pays                 | Points |
| ---- | ------------------- | -------------------- | ------ |
| 1    | Torbjørn Løkken     | Norvège              | 146    |
| 2    | Hermann Weinbuch    | Allemagne de l'Ouest | 100    |
| 3    | Hippolyt Kempf      | Suisse               | 90     |
| 4    | Hubert Schwarz      | Allemagne de l'Ouest | 89     |
| 5    | Thomas Müller       | Allemagne de l'Ouest | 86     |
| 6    | Allar Levandi       | Union soviétique     | 73     |
| 7    | Wasilij Sawin       | Union soviétique     | 72     |
| 8    | Klaus Sulzenbacher  | Autriche             | 68     |
| 9    | Trond-Arne Bredesen | Norvège              | 66     |
| 10   | Fredy Glanzmann     | Suisse               | 52     |

## Calendrier
| Étape                                                    | Date             | Épreuve                             | Vainqueur        | Deuxième            | Troisième          |
| Calgary                                                  |                  |                                     |                  |                     |                    |
| 1                                                        | 13 décembre 1986 | Gundersen individuel – K89 / 15 km  | Torbjørn Løkken  | Espen Andersen      | Allar Levandi      |
| Oberwiesenthal                                           |                  |                                     |                  |                     |                    |
| 2                                                        | 30 décembre 1986 | Gundersen individuel – K90 / 15 km  | Hippolyt Kempf   | Allar Levandi       | Jan Klimko         |
| Schonach (Coupe de la Forêt-noire)                       |                  |                                     |                  |                     |                    |
| 3                                                        | 3 janvier 1987   | Gundersen individuel – K90 / 15 km  | Hubert Schwarz   | Wasilij Sawin       | Hippolyt Kempf     |
| Reit im Winkl                                            |                  |                                     |                  |                     |                    |
| 4                                                        | 10 janvier 1987  | Gundersen individuel – K90 / 15 km  | Fredy Glanzmann  | Torbjørn Løkken     | Klaus Sulzenbacher |
| Autrans                                                  |                  |                                     |                  |                     |                    |
| 5                                                        | 17 janvier 1987  | Gundersen individuel – K90 / 15 km  | Torbjørn Løkken  | Fredy Glanzmann     | Klaus Sulzenbacher |
|                                                          |                  |                                     |                  |                     |                    |
| Oberstdorf Championnats du monde (12 au 21 février 1987) |                  |                                     |                  |                     |                    |
|                                                          |                  |                                     |                  |                     |                    |
| Lahti                                                    |                  |                                     |                  |                     |                    |
| 6                                                        | 27 février 1987  | Gundersen individuel – K88 / 15 km  | Thomas Müller    | Hermann Weinbuch    | Hubert Schwarz     |
| Falun                                                    |                  |                                     |                  |                     |                    |
| 7                                                        | 6 mars 1987      | Gundersen individuel – K89 / 15 km  | Torbjørn Løkken  | Thomas Müller       | Hermann Weinbuch   |
| Leningrad                                                |                  |                                     |                  |                     |                    |
| 8                                                        | 13 mars 1987     | Gundersen individuel – K88 / 15 km  | Wasilij Sawin    | Hermann Weinbuch    | Thomas Müller      |
| Oslo                                                     |                  |                                     |                  |                     |                    |
| 9                                                        | 19 mars 1987     | Gundersen individuel – K105 / 15 km | Hermann Weinbuch | Trond-Arne Bredesen | Torbjørn Løkken    |